# زمین‌لرزه ۱۵ آوریل ۱۹۵۵ چین
زمین‌لرزه چین  در تاریخ ۱۵ آوریل ۱۹۵۵ میلادی، برابر با ‎۲۵ فروردین ۱۳۳۴، ساعت ۳:۴۰:۵۲ به زمان یوتی‌سی در چین رخ داد. بزرگی آن ۷٫۱ در مقیاس Mw اعلام شده‌است. زمین‌لرزه به وقت محلی در روز جمعه، ساعت ۱۱ روی داده و منطقه زمانی آن یوتی‌سی +۸ بوده‌است .
سازمان زمین‌شناسی آمریکا نیز جای این زمین‌لرزه را در مختصات ۳۹°۵۴′شمالی ۷۴°۳۶′شرقی / ۳۹٫۹°شمالی ۷۴٫۶°شرقی و بزرگی آنرا برابر با ۷ در مقیاس ریشتر اعلام کرده‌است. 
شمار کشتگان زلزله حدود ۵ نفر بوده‌است.تعداد زخمیان ۱۳ نفر برآورده شده‌است.